# Jane Peter
Jane Peter, pseudoniem van Joanna Roodhooft (Borgerhout, 12 juni 1937 – Antwerpen, 24 april 2014) was een Belgisch actrice en choreografe.

## Levensloop en carrière
Peter was tot 1987 choreografe en actrice bij het Antwerps Koninklijk Jeugdtheater. Samen met haar man Ruud De Ridder richtte ze het Echt Antwaarps Teater op in 1981. Ze acteerde in onder meer Bompa en Chez Bompa Lawijt, als Tante Josée. In deze productie speelden ook haar man en haar kinderen Sven De Ridder en Linda De Ridder.

## Beknopte filmografie
- Bompa (1989-1994) als Josée Clinckhamers
- Chez Bompa Lawijt (1994-1996) als Josée Clinckhamers
- Vijgen na Kerstmis (1987) - als Gigi Laboum